# Terra Indígena Paraná do Boá-Boá
A Terra Indígena Paraná do Boá-Boá é um território indígena no Amazonas, nos municípios de Japurá (75,6% da superfície)  e Santa Isabel do Rio Negro, habitado pelo povo originário Nadëb.
Está localizada principalmente na floresta ombrófila densa e também em áreas menores de campinarana, entre o rio Japurá e o Pucabi, um afluente do Uneiuxi. Limita pelo norte com a Terra Indígena Umeiuxi habitada pelos indígenas isolados do igarapé do Natal e também pelos Nadëb de Roçado.
As comunidades nadëb Jutaí e Jeremias estão assentadas no território de Paraná Boá-Boá, onde praticam a caça, a pesca, a agricultura itinerante e a colheita de frutos da floresta, como açaí e castanha-do-pará, aproveitando que se trata de florestas conservadas, ricas em biodiversidade.